# Geneva Open 1986
Il Geneva Open 1986 è stato un torneo di tennis giocato sulla terra rossa. È stata la 7ª edizione del torneo, che fa parte del Nabisco Grand Prix 1986. Si è giocato a Ginevra in Svizzera dall'8 al 15 settembre 1986.

## Campioni

### Singolare maschile
Henri Leconte ha battuto in finale  Thierry Tulasne con il punteggio di 7–5, 6–3

### Doppio maschile
Andreas Maurer /  Jörgen Windahl hanno battuto in finale  Gustavo Luza /  Gustavo Tiberti con il punteggio di 6–4, 3–6, 6–4